# Helvi Jürisson
Helvi Jürisson (ab 1953 Helvi Volkonskaja, ab 1962 Helvi Soans, * 5. Oktober 1928 in Tallinn; † 16. September 2023 ebenda) war eine estnische Dichterin, Übersetzerin und Kinderbuchautorin.

## Leben
Jürisson verbrachte ihre Kindheit in Kuressaare und machte 1947 in Tallinn Abitur. Anschließend studierte sie 1947–1953 an der Universität Tartu Medizin. Sie schloss das Studium als Lungenspezialistin ab und arbeitete 1953–1954 in einer Tuberkuloseklinik in Moskau. Danach war sie bis zu ihrer 1985 erfolgten Pensionierung an verschiedenen Krankenhäusern in Estland tätig.
Helvi Jürisson war ab 1972 Mitglied des Estnischen Schriftstellerverbands. Aus ihrer Ehe mit dem Musiker Andrei Michailowitsch Wolkonski stammt ihr Sohn Peeter Volkonski, ein estnischer Schauspieler und Musiker.
Sie starb am 16. September 2023 im Alter von 94 Jahren in Tallinn.

## Werk
Jürisson debütierte 1956 in der Zeitschrift Looming und legte 1961 ihren ersten Gedichtband vor. Die Kritik sah gute Voraussetzungen für eine Fortsetzung der Dichterkarriere und lobte die „bemerkenswerte Formsicherheit.“ Neben Liebes- und Naturlyrik enthielt der Band auch „Bürgerdichtung“, wie es die zeitgenössische Kritik nannte, d. h. Gedichte, die sich mit den aktuellen gesellschaftlichen Entwicklungen auseinandersetzten, wozu bei Jürisson das Loblied auf die „großen Errungenschaften des Sowjetlandes“ zählte. Es folgten noch ein halbes Dutzend weitere Gedichtbände, in denen die Dichterin ihrer Thematik treu blieb und auch immer wieder zu gesellschaftlichen Themen Stellung bezog. Bei dieser Lyrik ist häufig  eine gewisse Bitterkeit festzustellen, wodurch sie Ähnlichkeiten zu Mats Traat aufweist.
Jürisson verfasste außerdem über ein Dutzend Kinder- und Jugendbücher, die ins Bulgarische, Finnische, Litauische und Polnische übersetzt worden sind. Selbst übersetzte Jürisson Lyrik aus dem Bulgarischen, Französischen, Lettischen, Rumänischen, Russischen, Ukrainischen und Belarussischen ins Estnische.

## Auszeichnungen
- 2001 Kulturpreis der Stadt Keila
- 2001 Orden des weißen Sterns, Medaillenklasse

## Bibliografie

### Gedichte
- Mägedes sünnivad pilved (In den Bergen entstehen die Wolken). Tallinn: Eesti Riiklik Kirjastus 1961. 100 S.
- Puu silmapiiril (Der Baum am Horizont). Tallinn: Eesti Raamat 1966. 100 S.
- Rohelised leed (Grüne Heimstätten). Tallinn: Eesti Raamat 1971. 80 S.
- Inimhääle (Menschenstimme). Tallinn: Eesti Raamat 1977. 64 S.
- Ilmapuu varjus (Im Schatten des Lebensbaums). Tallinn: Eesti Raamat 1983. 231 S.
- … ja pikkamisi roheldub maailm (… und allmählich wird die Welt grün). Tallinn: Eesti Raamat 1989. 85 S.
- Sinine kivi (Der blaue Stein). Tallinn: Varrak 1998. 87 S.
- Selle ilma kõlakojas (Im Klangheim dieser Welt). Tallinn: Varrak 2013. 112 S.

### Kinderbücher
- Päike võttis kiirtekannu (Die Sonne nahm die Strahlenkanne). Tallinn: Eesti Riiklik Kirjastus 1963. 30 S.
- Nukuraamat (Das Puppenbuch). Tallinn: Kunst 1967. 16 S.
- Rähn rätsepaks (Der Specht wird Schneider). Tallinn: Eesti Raamat 1967. 18 S.
- Sputnikute nääriöö (Weihnachtsnacht der Sputniks). Tallinn: Eesti Raamat 1967. 20 S.
- Tedretähestik (Sommersprossenalphabet). Tallinn: Eesti Raamat 1970. 17 S.
- Kas sa tunned seda teed? (Kennst du diesen Weg?) Tallinn: Eesti Raamat 1971. 44 S.
- Ahvi trahvimine (Geldbuße für den Affen). Tallinn: Valgus 1976. 32 S.
- Igaühel oma pesa (Jedem sein Nest). Tallinn: Eesti Raamat 1978. 64 S.
- Putukajutud (Insektengeschichten). Tallinn: Eesti Raamat 1983. 49 S.
- Loomalaulud (Tierlieder). Tallinn: Eesti Raamat 1987. 47 S.
- Peegliplika (Das Spiegelmädchen). Tallinn: Eesti Raamat 1989. 92 S.
- Mägra maja (Das Haus des Dachses). Tallinn: TEA 2007. 61 S.
- Kõrv peos (Das Ohr in der Hand). Tallinn: TEA 2010. 26 S.